# John Guidetti
John Alberto Guidetti (Estocolmo, Suecia, 15 de abril de 1992) es un futbolista sueco que juega como delantero en el AIK Solna de la Allsvenskan.
En sus primeros años Guidetti jugó al fútbol en su Suecia natal, así como en Kenia, donde su padre trabajaba como profesor. Volvió a Suecia en 2008 para empezar su carrera con el IF Brommapojkarna llamando la atención de ojeadores de diversos clubs punteros de Europa, suponiendo finalmente que a la edad de 16 años fichara por el Manchester City, el cual inmediatamente lo deja en préstamo de vuelta en el IF Brommapojkarna y posteriormente ya en Inglaterra con el Burnley en noviembre de 2010. Más adelante se incorporó al club neerlandés Feyenoord en préstamo para la temporada 2011-12 en el que anotó 20 goles en 23 partidos antes de que un virus terminara con su estancia en los Países Bajos. En enero de 2014 Guidetti pasó a formar parte del Stoke City otra vez en calidad de cedido hasta el final de la temporada 2013-14. En verano, casi al final del periodo de fichajes firma con el Celtic de Glasgow consiguiendo esa temporada la Premier League de Escocia y Copa de la Liga de Escocia anotando 15 goles en un total de 35 encuentros con la camiseta verdiblanca. En julio de 2015, Guidetti fichó por el Celta de Vigo después de que su contrato con el Manchester City terminara, sin haber conseguido encontrar acomodo en el club citizen después de un sinfín de cesiones. Luego de dos grandes temporadas en el equipo olívico en las que llegó a las semifinales de la Liga Europa de la UEFA, y de Copa del Rey (marcando 22 goles y 8 asistencias en 2 temporadas) en enero de 2018 se marchó cedido al Deportivo Alavés.
Después de haber representado a Suecia en varias diferentes selecciones juveniles, se ganó su primera convocatoria con la selección absoluta contra Croacia el 29 de febrero de 2012. A nivel sub-21, ganó la Eurocopa Sub-21 de 2015.

## Carrera

### Inicios
Comenzó su carrera futbolística en 1998 en la cantera del club sueco IF Brommapojkarna. En 2002, Guidetti se trasladó con su familia a Kenia, ya que su padre tenía un trabajo allí. Esto significaba que Guidetti tuvo que dejar el IF Brommapojkarna, y se unió a la cantera del Impala BrommaBoys con sede en Nairobi.
Después de un año con el club Impala, Guidetti se unió a la cantera del Mathare United, la organización MYSA para la ayuda al desarrollo deportivo, en los suburbios de Nairobi. En 2004, Guidetti abandonó la organización y se unió al Ligi Ndogo. En 2006 regresó a Suecia y volvió al club IF Brommapojkarna. En total, Guidetti pasó en torno a cinco años viviendo en Kenia, su etapa en Kenia lo ayudó a desarrollarse dentro y fuera del terreno de juego como él mismo ha dicho.
Guidetti comenzó su carrera como jugador en las categorías inferiores del Brommapojkarna. En abril de 2008, a la edad de dieciséis años, firmó un contrato por tres años con el Manchester City. Inter de Milán, U. C. Sampdoria, S. S. Lazio, A. S. Roma y Ajax Cape Town, entre otros, habían estado en la competencia por obtener los servicios de Guidetti.

### Manchester City
El gerente del Manchester City en el tiempo, Sven-Göran Eriksson, descubrió el talento de Guidetti en su Suecia natal, y de inmediato lo fichó para los celestes. Guidetti disfrutó de una primera temporada muy buena con el equipo juvenil, anotando 13 veces en 13 apariciones. También marcó su debut con su equipo de reserva con un notable hat-trick contra el Burnley.

### Brommapojkarna (préstamo)
En 2010 se fue a préstamo a su antiguo club, el IF Brommapojkarna, impresionando al anotar tres goles y acumular tres asistencias en sólo ocho apariciones.

### Regreso al Manchester City
El entrenador por aquel entonces del City, Roberto Mancini, quería ver cómo el joven respondía junto con el primer equipo de la ciudad, por lo que le dio la oportunidad de viajar a la gira de pretemporada del club en los Estados Unidos durante el verano del año 2010. Durante esta gira americana, Guidetti arregló para hacer su debut con el primer equipo del Manchester City, al entrar como un sustituto en la segunda mitad de un partido contra el Sporting de Lisboa. Dos meses más tarde, de regreso en Inglaterra, Guidetti pasó a hacer su debut en partido oficial con el primer equipo del Manchester City, cuando fue seleccionado como el delantero de la alineación titular en el partido de tercera ronda de la Copa de la Liga contra el West Bromwich Albion el 22 de septiembre de 2010, en la que proporcionó la asistencia para el único gol del City en el partido.

### Burnley (préstamo)
El 25 de noviembre de 2010 Guidetti firmó un acuerdo de préstamo de un mes inicial con el Burnley FC, con una posible opción para extender el préstamo cuando expirara el 1 de enero de 2011. El 26 de diciembre de 2010, en su primera apertura para Burnley, marcó su primer gol en la victoria por 2-1 ante el Barnsley. Sin embargo el préstamo no fue recomprado, por lo que el sueco volvió al Manchester City.

### Feyenoord (préstamo)
Después de un fallido préstamo al FC Twente, que incluso llegó a los tribunales, Guidetti, en el último día del mercado de fichajes, fichó por el Feyenoord. El Manchester City aceptó un acuerdo de préstamo por el resto de la temporada 2011-12. Guidetti hizo su debut en el partido contra el NAC Breda el 11 de septiembre de 2011 en el que anotó un gol. También anotó un penal en el partido contra el De Graafschap y 2 más en el punto de penalti contra el VVV-Venlo. Marcó su primer gol de jugada para Feyenoord contra el Vitesse en la goleada a domicilio 4-0, anotando dos goles en el partido. La semana siguiente él anotó otro gol decisivo, el gol del empate en un triunfo 2-1 contra el RKC Waalwijk. El 18 de diciembre de 2011 marcó un triplete en la victoria de 3-2 del Feyenoord sobre el FC Twente. 

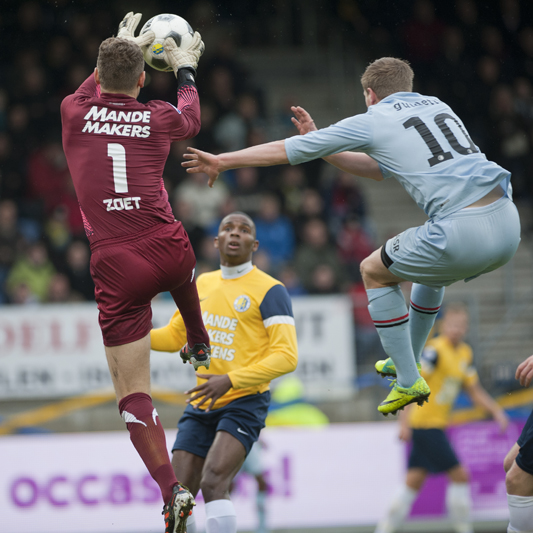
Guidetti (derecha) jugando con el Feyenoord en 2011, desafiando al portero del RKC Waalwijk, Jeroen Zoet.

El 29 de enero de 2012, anotó su segundo triplete consecutivo, anotando tres goles en De Klassieker contra Ajax, partido en el que el Feyenoord ganó 4-2, su primera victoria en 6 años sobre su mayor rival. Esto le ayudó a ganarse la condición de héroe en Róterdam, con el entrenador Ronald Koeman describiéndolo como "fenomenal". El 12 de febrero marcó su tercer triplete desde que llegó al club en un partido en casa en la victoria por 3-1 ante el Vitesse, sumando así 17 goles después de 15 apariciones de la liga. Este pasó a ser el tercer triplete consecutivo en la Eredivisie partido en casa, convirtiéndose en el segundo jugador en la historia de la liga para lograr esto después de que Cees Groot hiciera esto en 1963. Ove Kindvall fue el último sueco para lograr esto en la liga neerlandesa en la década de 1970, también jugando para el Feyenoord. También, Guidetti fue el primer jugador del Feyenoord en anotar tres hat-tricks en una temporada desde Dirk Kuyt en la 2004-05.
Guidetti anotó su 18.º gol desde el punto de penalti en su partido de liga contra el 16.º RKC Waalwijk, y celebrándolo sacándose su camiseta, lo que le valió su segunda tarjeta amarilla en el partido. El rival luego empató tres minutos antes del final, y Guidetti se disculpó más tarde del equipo, los aficionados y el entrenador, diciendo que era "uno de los peores momentos de su vida". Debido a esta tarjeta roja, Guidetti se perdió el partido importante en la lucha por el título contra el PSV Eindhoven la semana siguiente. Un par de semanas más tarde, Guidetti anotó su siguiente gol de visita a De Graafschap en una victoria por 3-0. Anotó su vigésimo y último gol de la temporada en el derbi en casa sobre Excelsior Róterdam en abril (3:0). Guidetti luego perdió el resto de la temporada de Liga, así como la Eurocopa 2012, después de una lesión de sensibilidad en su perna derecha.
Sin Guidetti, el Feyenoord logró obtener sólo el segundo lugar de la liga, pero les garantizó un lugar en las rondas de clasificación para la Liga de Campeones de la UEFA 2012-13. Guidetti, que vio desde su casa el partido contra el SC Heerenveen, que aseguró el segundo lugar, fue luego llevado en hombros de algunos aficionados del Feyenoord hacia el estadio De Kuip para celebrar este logro. Más tarde se le vio cantando "Feyenoord hasta que me muera", con los aficionados en el estadio y el cantó una canción de la Liga de Campeones en el terreno de juego entre los otros jugadores. En total, Guidetti anotó 20 goles y proporcionó ocho asistencias en 23 partidos con el Feyenoord durante este periodo de cesión.

### De nuevo en el City
Guidetti estaba de vuelta en el Manchester City para el inicio de la 2012-13, pero pasó la mayor parte de la temporada luchando por recuperarse del virus que redujo su hechizo en el Feyenoord. La gravedad del trastorno vio a Guidetti diagnosticado con un nervio infectado, lo que le hizo perder la sensibilidad en la pierna derecha. A pesar de esto, Guidetti firmó un nuevo contrato de tres años con el Manchester City el 18 de octubre de 2012, manteniéndolo en el Etihad Stadium hasta 2015.
Finalmente volvió a jugar al fútbol el 14 de enero de 2013, cuando jugaba en la primera mitad de un partido entre reservas del City y del Reading FC, anotando el primer gol en la victoria por 3-1. Guidetti anotó otros cinco goles en sus próximos seis partidos para el equipo reserva.

### Stoke City (préstamo)
El 14 de enero de 2014, Guidetti se unió al Stoke City en calidad de préstamo por el resto de la temporada 2013-14 Después de no jugar en el siguiente partido de Stoke contra Chelsea FC en la FA Cup, Guidetti descargó su frustración hacia el entrenador Mark Hughes para los medios de comunicación suecos. Más tarde Guidetti insistió en que no estaba siendo irrespetuoso con Hughes. Él tenía un tiempo sin éxito en Stoke mientras hacía sólo seis partidos, todos ellos como un sustituto.

### Celtic (préstamo)
El 4 de septiembre de 2014 Guidetti se unió al Celtic FC de la Scottish Premiership en calidad de préstamo para la temporada 2014-15, pero estaba inhabilitado para el grupo de la Liga Europa de la UEFA. Hizo su debut nueve días más tarde, en sustitución de Scott Brown, para los últimos 29 minutos en una victoria 2-1 sobre el Aberdeen FC. El 24 de septiembre marcó su primer gol con el Celtic, en una victoria en casa por 3-0 sobre Heart of Midlothian en la ronda de octavos de la Copa de la Liga de Escocia. Tres días más tarde, marcó sus primeros goles en la Scottish Premiership, redes, tanto como el Celtic ganó 2-1 en St Mirren F.C. El 18 de octubre Guidetti abrió el marcador en la victoria por 5-0 en la liga ante el Ross County. Él hizo lo mismo en la victoria por 2-0 sobre el Kilmarnock el 26 de octubre.
Marcó un triplete, el 29 de octubre, en el partido en el que el Celtic avanzó a las semifinales de la Copa de la Liga de Escocia con una goleada 6-0 sobre el Partick Thistle. Su triplete fue el decimoquinto triplete anotado en el Celtic por un jugador sueco. Tres días más tarde, marcó el único gol en la victoria ante el Inverness Caledonian Thistle, su noveno gol en sus últimos siete partidos. Fue nombrado como el Mejor Jugador del Mes de octubre de 2014, con 6 goles en 4 partidos, todos ellos ganados por el Celtic.
Guidetti anotó un penalti en la victoria 4-0 del Celtic en Heart of Midlothian en la cuarta ronda de la Copa de Escocia el 30 de noviembre. Fue su 11.º gol en apenas 10 partidos para el Celtic, pero después el sueco se embarcó en una racha de diez partidos sin anotar y perdió su lugar en el once inicial. Guidetti, durante ese plazo, registró cuatro asistencias en tres partidos de liga en victorias sobre St Mirren, Ross County y Ross County. Sin embargo, en el segundo tiempo en el partido de la Liga Europa de la UEFA contra el Inter de Milán, Guidetti rescató un empate 3-3 para el Celtic en el tiempo de descuento. Tres días después Guidetti puso en el acta de nuevo su gol en una victoria 4-0 en la liga sobre el Hamilton Academical.
El 15 de marzo, Guidetti ganó su primer trofeo en el Celtic, ya que derrotó a Dundee United por 2-0 en la final de la Copa de la Liga de Escocia en Hampden Park. Luego de esto, Guidetti vio puerta en la victoria por 3-0 de nuevo ante el Dundee United el 21 de marzo, esta vez en competición liguera. El 19 de abril, en una semifinal de la Copa de Escocia en Hampden Park, ingresó por Griffiths en el tiempo extra y empató contra el Inverness, aunque el Celtic finalmente perdió 2-3. Fue su gol n.º 15 de la temporada. Guidetti terminó la temporada con 15 goles tras 35 partidos con el Celtic.
Al final de la temporada 2014-15, se anunció que el club de origen, el Manchester City no tenía la intención de ofrecer a Guidetti un nuevo contrato, y se convertiría en agente libre una vez que expirara su contrato, junto con su compañero de equipo Micah Richards.

### Celta de Vigo
En julio de 2015, Guidetti firmó por el Real Club Celta de Vigo de la Primera División de España en un traspaso gratuito, después de haber aceptado un contrato de cinco años.
Tras una gran pretemporada con el conjunto celeste, su debut se produjo en la primera jornada de la Liga BBVA 2015-16, al entrar como sustituto en el minuto 69 de Hugo Mallo en la victoria a domicilio por 1-2 ante el Levante U. D. En la jornada 5, anotó su primer gol con la camiseta celeste en la goleada por 4-1 ante el F. C. Barcelona. Guidetti anotó el gol, tras haber salido 5 minutos antes del banquillo, sustituyendo a Iago Aspas.
No obstante, Guidetti no fue titular en las siguientes jornadas debido al alto rendimiento de jugadores como Nolito, Fabián Orellana o Iago Aspas, viéndose reducidas sus opciones a la Copa del Rey, en la que marca tres goles en la eliminatoria ante el Cádiz C. F.
Con la entrada del año nuevo, Guidetti fue esencial para el Celta, ganándose un puesto como titular debido a la lesión de Nolito y convirtiendo dos goles vitales ante el Levante U. D. en la victoria por 4-3 en la fecha 20 de la liga. También fue esencial en el pase a las semifinales de la Copa, al anotar un golazo en el partido de vuelta ante el Atlético de Madrid en el Estadio Vicente Calderón (2:3). En las semifinales ante el Sevilla F. C., Guidetti falló un penalti en el partido de vuelta, si bien ya era intrascendente para el resultado de la elminatoria. No obstante, días después asumió de nuevo la responsabilidad máxima en la liga, anotándola esta vez sí ante el F.C. Barcelona en una goleada encajada por 6-1. El 11 de mayo de 2017 en la semifinal de Europa League tuvo la última ocasión del encuentro donde pudo clasificar a su equipo a la final, pero solo quedó en una ocasión fallida y permitió que el Manchester United pasara a la última fase.

### Deportivo Alavés
En enero de 2018 el jugador sueco firmó en calidad de cedido hasta la finalización de la temporada 2017-2018. A finales de mayo, fichó por este mismo equipo por una cantidad de 4 millones de euros.
En la temporada 2018-19, la segunda de Guidetti en el Deportivo Alavés, perdió la titularidad, aportando poco al gran arranque liguero del equipo. Ese curso Guidetti solo anotaría 2 goles y daría una asistencia.

### Hannover 96
El 17 de enero de 2020 fue cedido al Hannover 96 hasta final de temporada. Finalizada la misma, abandonó el conjunto alemán.

## Vida personal
El abuelo paterno de Guidetti es italiano y su abuela paterna es parte sueca y parte brasileña. John Guidetti ha vivido en dos ocasiones con su padre y sus dos hermanas en Kenia. Guidetti da el crédito de su crecimiento como futbolista jugando fútbol con niños mayores de los barrios marginales más pobres de Kibera y Mathare como un paso importante en su desarrollo dentro y fuera del campo.

## Selección nacional

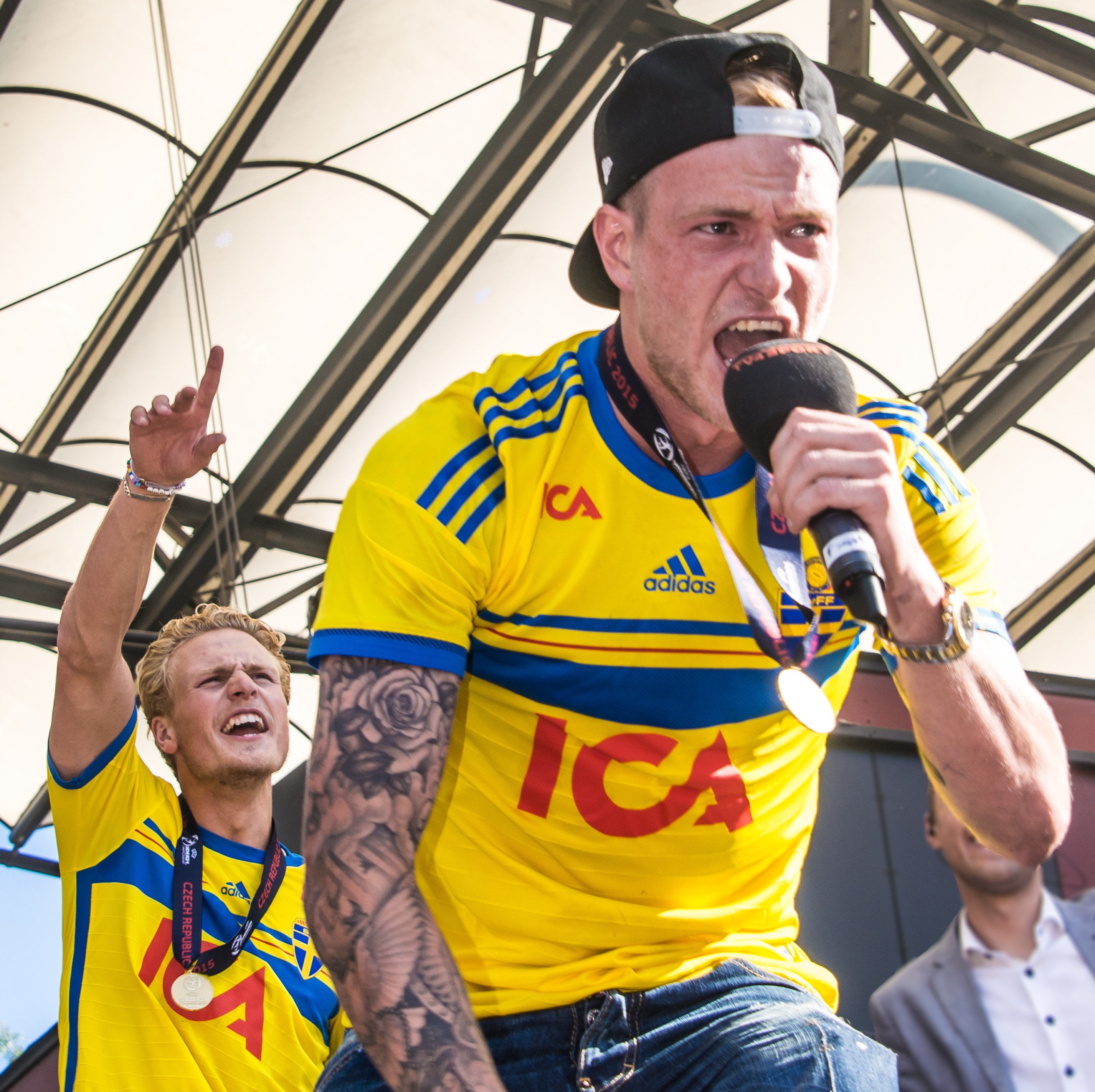
Guidetti celebrando el título de campeón de la Eurocopa Sub-21 de 2015.

### Inferiores
En la Eurocopa Sub-21 de 2015 en la República Checa, Guidetti empató para Suecia, que remontó y derrotó a Italia 2-1 en su primer partido del grupo en Olomouc. Él lanzó y anotó el primer penalti de Suecia contra Portugal en la tanda de desempate, que su equipo ganó después de un empate 0-0 en Praga, siendo así campeón con la selección sub-21 de Suecia en su logro más destacado en las categorías inferiores. Además, fue bota de bronce del Campeonato.

### Absoluta
Guidetti debutó con el primer equipo de Suecia el 29 de febrero de 2012 en un amistoso fuera de casa ante Croacia, al entrar como sustituto al medio tiempo. Él tuvo que esperar más de dos años y medio para su segunda convocatoria, en sustitución de Isaac Thelin para los últimos 23 minutos de una derrota 1-0 en un amistoso ante Francia en Marsella el 18 de noviembre de 2014.

## Clubes
| Club                                 | Temporada     | Div.          | Liga  | Liga  | Copa  | Copa  | Internacional | Internacional | Total | Total | Media Goleadora |
| Club                                 | Temporada     | Div.          | Part. | Goles | Part. | Goles | Part.         | Goles         | Part. | Goles | Media Goleadora |
| ------------------------------------ | ------------- | ------------- | ----- | ----- | ----- | ----- | ------------- | ------------- | ----- | ----- | --------------- |
| IF Brommapojkarna Suecia             | 2009          | 2.ª           | 2     | 0     | 0     | 0     | -             | -             | 2     | 0     | 0               |
| Manchester City F. C. Inglaterra     | 2010-11       | 1.ª           | 0     | 0     | 2     | 0     | 0             | 0             | 2     | 0     | 0               |
| Manchester City F. C. Inglaterra     | Total club    | Total club    | 0     | 0     | 2     | 0     | 0             | 0             | 2     | 0     | 0               |
| IF Brommapojkarna (cedido) Suecia    | 2010          | 1.ª           | 8     | 3     | 0     | 0     | -             | -             | 8     | 3     | 0.37            |
| IF Brommapojkarna (cedido) Suecia    | Total club    | Total club    | 10    | 3     | 0     | 0     | -             | -             | 10    | 3     | 0.30            |
| Burnley F. C. (cedido) Inglaterra    | 2010-11       | 2.ª           | 4     | 1     | 0     | 0     | -             | -             | 4     | 1     | 0.25            |
| Burnley F. C. (cedido) Inglaterra    | Total club    | Total club    | 4     | 1     | 0     | 0     | -             | -             | 4     | 1     | 0.25            |
| Feyenoord (cedido) Países Bajos      | 2011-12       | 1.ª           | 23    | 20    | 0     | 0     | -             | -             | 23    | 20    | 0.86            |
| Feyenoord (cedido) Países Bajos      | Total club    | Total club    | 23    | 20    | 0     | 0     | -             | -             | 23    | 20    | 0.86            |
| Stoke City F. C. (cedido) Inglaterra | 2013-14       | 1.ª           | 6     | 0     | 0     | 0     | -             | -             | 6     | 0     | 0               |
| Stoke City F. C. (cedido) Inglaterra | Total club    | Total club    | 6     | 0     | 0     | 0     | -             | -             | 6     | 0     | 0               |
| Celtic F. C. (cedido) Escocia        | 2014-15       | 1.ª           | 24    | 8     | 9     | 6     | 2             | 1             | 35    | 15    | 0.43            |
| Celtic F. C. (cedido) Escocia        | Total club    | Total club    | 24    | 8     | 9     | 6     | 2             | 1             | 35    | 15    | 0.43            |
| R. C. Celta de Vigo España           | 2015-16       | 1.ª           | 35    | 7     | 8     | 5     | -             | -             | 43    | 12    | 0.28            |
| R. C. Celta de Vigo España           | 2016-17       | 1.ª           | 23    | 4     | 6     | 1     | 13            | 4             | 42    | 9     | 0.21            |
| R. C. Celta de Vigo España           | 2017-18       | 1.ª           | 8     | 0     | 2     | 1     | -             | -             | 10    | 1     | 0.10            |
| R. C. Celta de Vigo España           | Total club    | Total club    | 66    | 11    | 16    | 7     | 13            | 4             | 95    | 22    | 0.23            |
| Deportivo Alavés España              | 2017-18       | 1.ª           | 17    | 3     | 2     | 0     | -             | -             | 19    | 3     | 0.16            |
| Deportivo Alavés España              | 2018-19       | 1.ª           | 22    | 2     | 2     | 0     | -             | -             | 24    | 2     | 0.08            |
| Deportivo Alavés España              | 2019-20       | 1.ª           | 5     | 0     | 1     | 0     | -             | -             | 6     | 0     | 0               |
| Hannover 96 (cedido) Alemania        | 2019-20       | 2.ª           | 14    | 3     | 0     | 0     | -             | -             | 14    | 3     | 0.21            |
| Hannover 96 (cedido) Alemania        | Total club    | Total club    | 14    | 3     | 0     | 0     | -             | -             | 14    | 3     | 0.21            |
| Deportivo Alavés España              | 2020-21       | 1.ª           | 10    | 1     | 3     | 2     | -             | -             | 13    | 3     | 0.23            |
| Deportivo Alavés España              | 2021-22       | 1.ª           | 10    | 0     | 2     | 1     | -             | -             | 12    | 1     | 0.08            |
| Deportivo Alavés España              | Total club    | Total club    | 64    | 6     | 10    | 3     | -             | -             | 74    | 9     | 0.12            |
| AIK Solna Suecia                     | 2022-23       | 1:ª           | 9     | 3     | 0     | 0     | 5             | 1             | 14    | 4     | 0.29            |
| AIK Solna Suecia                     | Total club    | Total club    | 9     | 3     | 0     | 0     | 5             | 1             | 14    | 4     | 0.29            |
| Total carrera                        | Total carrera | Total carrera | 220   | 55    | 37    | 16    | 20            | 6             | 227   | 77    | 0.34            |

## Palmarés

### Títulos nacionales
| Título                     | Club         | País    | Año     |
| -------------------------- | ------------ | ------- | ------- |
| Copa de la Liga de Escocia | Celtic F. C. | Escocia | 2014-15 |
| Liga escocesa              | Celtic F. C. | Escocia | 2014-15 |

### Títulos internacionales
| Título          | Club (*)                             | Sede            | Año  |
| --------------- | ------------------------------------ | --------------- | ---- |
| Eurocopa sub-21 | Selección de fútbol sub-21 de Suecia | República Checa | 2015 |

(*) Incluyendo la selección.